# Karl Wilhelm Brandt
Karl Wilhelm (Vasili Gueórguievich) Brandt, (Coburgo, 1869- Sarátov, 2 de febrero de 1923) fue un trompetista, pedagogo y compositor ruso.

## Biografía
Brandt nació en Coburg (Alemania). Fue trompetista principal del Teatro Bolshoi en 1890 y  posteriormente  se convirtió en primera corneta en 1903. Sucedió a Theodor Richter (1826-1901) como profesor de trompeta en el Conservatorio de Moscú en 1900, donde enseñó también orquestación para banda. Es considerado el fundador de la escuela de trompeta rusa. Sus dos métodos para trompeta, 34 Etudes for Orchestral Trumpeters y 23 Etudes (“The Last”), son un material de estudio para trompetistas actuales. En un artículo de la International Trumpet Guild, Richard Burkart y Keith Johnson mencionan estos métodos como específicos para trabajar la articulación. Sus dos conciertos para trompeta y piano son también ampliamente interpretados actualmente. 
Brandt se unió en 1912 a la facultad del Conservatorio de Sarátov. De entre sus estudiantes hay Pyotr Lyamin (1884-1968) el cual sucedió a Brandt cómo profesor del Conservatorio de Saratov; Payel Klochtov (1884-1966) el cual fue uno de los primeros artistas de grabación ruso; Vladimir Drucker (1898-1974) el cual fue trompeta principal de la Orquesta Filarmónica de Los Ángeles; y Mikhail Tabakov (1877-1956) el cual fue profesor del Conservatorio de Moscú.

## Brandt en Alemania
Allí estudió cuatro años en la Escuela de Música de Coburg bajo la dirección de Carl Zimmermann, director de la orquesta y de la banda del pueblo de 1877 a 1908. Los veranos de 1887 y 1888 fue miembro de la orquesta de Bad Oeynhausen (al norte de Alemania, cerca de Hamburgo). En septiembre de 1888 marchó a Helsinki. Allí fue miembro de la Sociedad Orquestal – La futura Filarmónica – como primer trompeta y solista durante tres temporadas invernales.

## Rusia como a núcleo de músicos extranjeros
A finales de siglo XVIII Rusia empieza a crecer como núcleo musical. Muchos músicos extranjeros eran atraídos a San Petersburgo y a Moscú, simplemente por el sueldo que podían ganar. No fue hasta después de fundar la Sociedad Musical Rusa en 1861 por Anton Rubinstein (1829-1894) y los conservatorios de San Petersburgo y Moscú en 1862 y 1866 por los hermanos Rubinstein (Anton y Nikolai) que la verdadera cultura musical rusa empezó a emerger lentamente. Los primeros profesores de estos dos conservatorios, y la mayoría de miembros de las orquestas del teatro Tsaris, eran extranjeros.
En septiembre de 1912, el primer conservatorio ruso de alto nivel después del de San Petersburgo y del de Moscú fue abierto en Saratov, en una área donde había muchos alemanes instalados. Un amplio número de profesores de gran renombre se comprometieron a garantizar el prestigio del nuevo conservatorio, entre ellos Brandt. En Saratov, además de enseñar trompeta, Brandt también dirigía la orquesta del conservatorio. Allí murió inesperadamente el 2 de febrero de 1923.

## Brandt como músico y profesor
Brandt era famoso por su maravilloso timbre, su técnica perfecta y por su noble fraseo. Como Herbert L. Clarke, le gustaba practicar doble y triple picado en “seco” mientras caminaba por la calle. A veces no se podía entender con sus alumnos con el ruso, así que muchas veces se comunicaba con sus alumnos a través de ejemplos y demostraciones con su instrumento mostrando muy claramente qué esperaba de sus alumnos. Hacer escalas diariamente y el método Arban eran centrales en su enseñamiento. Muy a menudo él mismo acompañaba a sus alumnos al piano.